# Circondario di Ancona
Il circondario di Ancona è stato l'unico circondario della provincia di Ancona, nella regione italiana delle Marche, esistito dal 1860 al 1927. Confinava a est con il Mar Adriatico, a nord con la provincia di Pesaro e Urbino (circondario di Pesaro), a ovest con la provincia dell'Umbria (circondari di Foligno e Perugia), a sud con la provincia di Macerata (circondari di Camerino e Macerata).

## Storia
Al pari degli altri circondari marchigiani il circondario di Ancona fu istituito dal decreto Minghetti del 22 dicembre 1860, ma risultò l'unico a coincidere con la provincia. Seguì poi la sorte di tutti i circondari e mandamenti storici italiani, soppressi dal Regio Decreto 2 gennaio 1927 n. 1.

## Territorio
Il decreto Minghetti fu generoso con il capoluogo dorico, che vide molto ampliato il suo territorio rispetto alla corrispondente provincia pontificia. Ricevette infatti da Pesaro e Urbino il senigalliese, da Macerata il fabbrianese, Filottrano e Loreto. Pur essendosi ispirato all'antica ripartizione napoleonica del Regno d'Italia, il decreto non ritenne tuttavia di riprodurre l'antico dipartimento del Metauro, a causa delle dimensioni eccessive che la provincia avrebbe assunto con l'annessione del territorio di Pesaro e Urbino.
Caso unico nelle Marche, la provincia di Ancona non fu divisa in più circondari, né per derivazione da una preesistente delegazione apostolica (come quelli di Camerino e Fermo) né creati ex novo (come quelli di Pesaro e Urbino). Il territorio di Ancona era pertanto, al contempo, la provincia più piccola e il secondo circondario più grande delle Marche dopo quello di Urbino (anche se di poco maggiore rispetto a quello di Macerata). I confini di tale circoscrizione sono rimasti immutati anche nell'Italia repubblicana.

## Suddivisione amministrativa
Il circondario di Ancona si divideva in 13 mandamenti e 52 comuni complessivi (1860).
| Mandamento | Comuni                                                      |
| ---------- | ----------------------------------------------------------- |
| Ancona     | Ancona Camerano Gallignano Montesicuro Paterno Sirolo Umana |
| Arcevia    | Arcevia                                                     |
| Corinaldo  | Barbara Castelleone Corinaldo Montenovo                     |
| Fabriano   | Cerreto Fabriano Serra San Quirico                          |
| Filottrano | Filottrano                                                  |

| Mandamento  | Comuni |
| ----------- | --- |
| Jesi        | Castelbellino Jesi Maiolati Massaccio Monte Roberto Mosciano San Marcello San Paolo Santa Maria Nuova Staffolo |
| Loreto      | Loreto |
| Montalboddo | Belvedere Montalboddo Morro                                                                                    |

| Mandamento   | Comuni                                                                     |
| ------------ | -------------------------------------------------------------------------- |
| Montecarotto | Castelplanio Mergo Montecarotto Poggio San Marcello Rosora Serra de' Conti |

| Mandamento    | Comuni                                                      |
| ------------- | ----------------------------------------------------------- |
| Montemarciano | Camerata Chiaravalle Falconara Montemarciano Monte San Vito |
| Osimo         | Agugliano Castelfidardo Offagna Osimo Polverigi             |
| Sassoferrato  | Genga Sassoferrato                                          |
| Senigallia    | Monterado Ripe Senigallia Tomba di Senigallia               |